# Epizeuxis punctalis
Epizeuxis punctalis är en fjärilsart som beskrevs av Barnes och Mcdunnough 1916. Epizeuxis punctalis ingår i släktet Epizeuxis och familjen nattflyn. Inga underarter finns listade i Catalogue of Life.